# USS Shubrick (DD-639)
Эскадренный миноносец «Шабрик» (англ. USS Shubrick (DD-639)) — американский эсминец типа Gleaves.
Заложен на верфи Norfolk Navy Yard, Норфолк 17 февраля 1942 года. Спущен 18 апреля 1942 года, вступил в строй 7 февраля 1943 года.
29 мая 1945 года тяжело поврежден японским камикадзе близ острова Окинава.
Выведен в резерв 19 октября 1945 года. Из ВМС США исключён 28 ноября 1945 года.
Продан 29 августа 1947 года фирме «National Metal and Steel Co.», Терминал-Айленд и разобран на слом.